# Max Perutz
Max Ferdinand Perutz (n. 19 mai 1914, Viena, Austro-Ungaria – d. 6 februarie 2002, Cambridge, Anglia, Regatul Unit) a fost un chimist britanic, laureat al Premiului Nobel pentru chimie (1962).
Împreună cu John Cowdery Kendrew a pus bazele Unității Consiliului de Cercetare Medicală pentru Biologie Moleculară de la Cambridge.